# Anse
Anse è un comune francese di 5 756 abitanti situato nel dipartimento del Rodano della regione Alvernia-Rodano-Alpi.
Sul suo territorio il fiume Azergues confluisce nella Saona.

## Società

### Evoluzione demografica
Abitanti censiti